# Lamprophis
Lamprophis is een geslacht van slangen uit de familie Lamprophiidae.

## Naam en indeling
De wetenschappelijke naam van de groep werd voor het eerst voorgesteld door Leopold Fitzinger in 1843. Er zijn zeven soorten, een aantal van de slangen werd eerder aan andere geslachten toegekend, zoals Coluber, Natrix, Lycodon, Boaedon, en het niet langer erkende Boodon.

## Verspreiding en habitat
De slangen komen voor in delen van Afrika en leven in de landen Zuid-Afrika, Swaziland, Lesotho, Mozambique, Namibië, de Seychellen, Ethiopië en Botswana. De habitat bestaat uit verschillende typen graslanden, scrublands en bossen.

## Beschermingsstatus
Door de internationale natuurbeschermingsorganisatie IUCN is aan alle soorten een beschermingsstatus toegewezen. Zes soorten worden gezien als 'veilig' (Least Concern of LC) en een soort als 'bedreigd' (Endangered of EN).

### Soorten
Het geslacht omvat de volgende soorten, met de auteur, het verspreidingsgebied en de beschermingsstatus.
| Naam                                     | Auteur          | Verspreidingsgebied                         | Beschermingsstatus |
| ---------------------------------------- | --------------- | ------------------------------------------- | ------------------ |
| Lamprophis abyssinicus                   | Mocquard, 1906  | Ethiopië                                    |                    |
| Afrikaanse huisslang (Lamprophis aurora) | Linnaeus, 1758  | Zuid-Afrika, Swaziland, Botswana            |                    |
| Lamprophis erlangeri                     | Sternfeld, 1908 | Ethiopië                                    |                    |
| Lamprophis fiskii                        | Boulenger, 1887 | Zuid-Afrika                                 |                    |
| Lamprophis fuscus                        | Boulenger, 1893 | Zuid-Afrika, Swaziland, Lesotho, Mozambique |                    |
| Lamprophis geometricus                   | Schlegel, 1837  | Seychellen                                  |                    |
| Lamprophis guttatus                      | Smith, 1843     | Zuid-Afrika, Namibië                        |                    |